# Dragonheart (franchise)
Dragonheart è una serie cinematografica fantasy. La serie è ambientata nel Medioevo e segue le vicende di diversi draghi che decidono di condividere il loro cuore con un umano. Ogni film racconta una storia autoconclusiva ma ognuno di essi è collegato fra loro e in ogni film compare un drago.
Il primo capitolo della serie intitolato Dragonheart è uscito nelle sale cinematografiche nel 1996 ottenendo un buon successo. In seguito furono realizzati diversi seguiti ma usciti in esclusiva su DVD o sulle piattaforme digitali come Netflix.

## Trama dei film

### Dragonheart
Primo film della serie. Ambientato nell'anno 984 dove ormai i draghi sono quasi estinti e sono diventati creature leggendarie. Un cavaliere dell'antico codice di Camelot chiamato Bowen addestra il principe Einon per diventare un buon re e seguire le regole dell'antico codice. Il drago Draco dividerà il suo cuore con un Einon in fin di vita e quest'ultimo, una volta proclamato Re, diverrà un tiranno. Bowen deluso per le azioni del suo allievo diventa un cacciatore di draghi giurando vendetta contro il drago incolpandolo del cambiamento di Einon. Passano gli anni e Bowen ha sterminato tutti i draghi tranne Draco, i due alla fine decidono di entrare in affari per guadagnare soldi e non uccidersi a vicenda. Alla fine i due diventano amici e Bowen scoprirà la verità che Draco è il drago che ha condiviso il suo cuore con Einon. Durante il loro viaggio s'imbattono in un frate pellegrino chiamato Fratello Gilbert e una giovane contadina di nome Kara. Il gruppo decide di cominciare una rivolta contro Einon per spodestarlo dal trono. Il gruppo arruola i contadini maltrattati e alla fine riescono ad assediare il castello ma Bowen scoprirà che Einon è immortale dopo aver ottenuto il cuore di Draco e solo uccidendo quest'ultimo lui potrà morire avendo lo stesso cuore. A malincuore Bowen uccide l'amico e così facendo uccide anche Einon. Bowen e Kara salgono al trono iniziando un periodo di pace col ricordo del loro amico Draco.

### Dragonheart 2 - Una nuova avventura
Molti anni dopo, Bowen ormai anziano ritorna nella vecchia tana di Draco e trova un uovo di drago ancora intatto.  Conscio dell'importanza di quel ritrovamento, decide di affidarlo alle cure del suo amico frate Gilbert e dei confratelli del suo monastero. L'uovo si schiude e nasce Drake che viene allevato dai monaci. Gli anni passano e uno stalliere di nome Geoff, desideroso di diventare un cavaliere, incontra accidentalmente Drake e i due fanno amicizia. In città giungono due asiatici in cerca di un drago che secondo un'antica profezia distruggerà il mondo. Uno di questi addestrerà Drake a utilizzare i suoi poteri e nel mentre Lord Osric di Crossley, reggente del re, desidera che Drake divida il suo cuore con lui tentando ogni mezzo. Alla fine nel giorno della profezia, Lord Osric si rivela essere un drago che molti anni fa fu maledetto a vivere in forma umana. Dopo aver scoperto che i due asiatici hanno conservato il suo cuore, se lo rimette in petto riottenendo la sua forma naturale. Osric e Drake si affrontano e alla fine quest'ultimo vince ma nel duello Geoff muore e Drake decide di dividere il suo cuore con lui facendolo tornare in vita.

### Dragonheart 3 - La maledizione dello stregone
Prequel dell'intera serie. Ambientato poco dopo la caduta dell'impero romano d'occidente il vallo d'Adriano è ancora presieduto dai soldati per difendersi dai popoli del nord dell'isola. Un giovane cavaliere in cerca di gloria di nome Gareth viene bandito e durante una notte un meteorite precipita oltre il vallo. Gareth cerca di recuperare l'oro del meteorite per riottenere il suo grado di cavaliere ma dal meteorite esce un drago. Sul luogo giungono uomini del nord che li attaccano e Gareth rimane ferito gravemente e durante la colluttazione salva una delle uova di drago. La creatura rimasta affascinata dal gesto di Gareth divide il cuore con lui. Sul luogo giunge anche un druido di nome Brude maledice il drago trasformandolo in uno spettro di notte e dopo sette giorni la creatura diventerà completamente soggiogata dal druido. Gareth incontrerà un giovane druido di nome Lorne che gli racconterà le storie dell'Antico Codice e sulla condivisione dei cuori; la giovane guerriera della tribù dei Dipinti di nome Rhonu. I tre viaggeranno verso il vallo di adriano con le uova per impedire che cadono nelle mani di Brude. Nel mentre Gareth e il drago fanno amicizia e imparano a condividere i poteri. Alla fine durante l'assedio al vallo di Adriano, Gareth decide di diventare un guerriero nobile seguendo i principi dell'Antico Codice, così facendo libera il drago dalla maledizione e sconfiggono Brune.

### Dragonheart 4 - La battaglia per l'Heartfire
Ambientato 50 anni dopo gli eventi del precedente film. Gareth ormai anziano e prossimo alla morte lascia il suo regno privo di un erede. Alla sua morte miracolosamente Drago è ancora in vita e scopre che possiede un legame con un giovane di nome Endric. Questi dimostra di avere una forza sovrumana e di essere collegato con Drago solamente col cuore. Endric diventa re ma detesta la compagnia di Drago. Un giorno i vichinghi invadono il regno e a guidarli è la sorella gemella di Endric: Meghan. Ella dimostra di possedere un legame con Drago col corpo invece che con l'anima. I due in pratica sono i nipoti di Garret. Quest'ultimo insieme a Rhuna ebbe un figlio di nome Walter che si allontanò dal regno dopo la morte della madre perché il suo drago morì. Walter incolpò Drago e cominciò a odiare i draghi e lasciò il regno. Walter diventato adulto ebbe due figli che nacquero con scaglie di drago sul corpo e ottennero dei poteri: Endric la superforza e Meghan il potere del fuoco. Meghan ha intenzione di diventare regina e ottenere Heartfire, la fonte vitale di ogni drago. Una volta sottratta a Drago diventa Regina e bandisce il fratello accusandolo di averla abbandonata quando erano giovani. Meghan viene tradita dai suoi compagni vichinghi che le rubano l'Heartfire. Alla fine Endric e Meghan si riappacificano e lottano per riottenere l'Heartfire salvando il regno dai vichinghi. Durante lo scontro Meghan viene ferita mortalmente e così facendo anche Drago. Endric utilizza l'Heartfire e i suoi poteri per salvarla e così facendo salva sua sorella ma entrambi perdono i loro poteri e ogni legame con Drago. Quest'ultimo perisce contento sapendo che li lascia felici e viene accolto nel paradiso dei draghi.

### Dragonheart: Vengeance
Un giovane contadino della Valacchia di nome Lukas vede i suoi genitori assassinati e la sua casa bruciata da quattro predoni: l'orso, il lupo, il serpente e lo scorpione. Cercando di vendicare la sua famiglia, Lukas chiede l'aiuto di un mercenario di nome Darius e del drago sputaghiaccio Siveth, che fu esiliato 20 o 30 anni prima per essersi rifiutato di salvare la vita al re Razvan. Sebbene riluttante, la missione di Lukas costringe Siveth a uscire allo scoperto. Mentre danno la caccia ai predoni, Siveth esorta Lukas a non lasciarsi consumare dalla vendetta, e il trio scopre rivelazioni e una cospirazione politica decennale ad esse collegata.
Compresi i flashback, gli eventi iniziano tra il terzo e il quarto film e terminano dopo quest'ultimo.

## Cronologia
- Dragonheart (1996)
- Dragonheart 2 - Una nuova avventura (2000)
- Dragonheart 3 - La maledizione dello stregone (2015)
- Dragonheart 4 - L'eredità del drago (2017)
- Dragonheart: Vengeance (2020)

"Dentro il cerchio della tavola, sotto la sacra spada, un cavaliere deve giurare di obbedire al codice che è senza fine, senza fine come la tavola, un anello legato all'onore."
"Un cavaliere giura di essere valoroso, il suo cuore conosce solo la virtù, la sua spada difende gli inermi, la sua forza sostiene i deboli, le sue parole dicono solo la verità, la sua ira abbatte i malvagi."
"Il giusto non può morire, se un uomo ancora ricorda, le parole non sono dimenticate, se una voce le pronuncia chiare, il codice per sempre riluce, se un cuore lo conserva splendemente..."

## Personaggi

### Protagonisti

#### Bowen
Bowen è il protagonista di Dragonheart. Cavaliere nobile dell'Antico Codice che fa da mentore al principe Einon che gli insegna i valori dell'Antico Codice per diventare un Re giusto. Quando Einon viene salvato da Draco dimostra la sua vera natura, ovvero, spietato e crudele e Bowen crede che sia stata colpa del drago. Il cavaliere perde qualsiasi fede sull'Antico Codice e giura vendetta contro il drago diventando un cacciatore di draghi. Dodici anni dopo, Bowen ormai è diventato un esperto cacciatore di draghi e ha ucciso gran parte delle creature, ma non è ancora riuscito a trovare il drago che ha diviso il cuore con Einon. Un giorno durante la caccia contro un drago s'imbatte in fratello Gilbert che lo guida verso la creatura. Bowen e il drago cominciano a combattere e la creatura rivela che lui è l'ultimo della sua stirpe e che Bowen ha sterminato tutti i draghi. Così i due decidono di stringere un accordo di collaborazione, ovvero che viaggiano insieme e il drago attacca i villaggi e Bowen fa finta di ucciderlo per guadagnare soldi e continuare il lavoro, allo stesso tempo il drago viaggia protetto dal cacciatore di draghi. Bowen decide di chiamare il drago come la costellazione di draghi nell'antica lingua celtica: Draco. I due alla fine diventano amici e fanno l'amicizia di una ragazza di nome Kara che vuole vendicare la morte di suo padre per mano di Einon. Un giorno mentre Bowen e Draco stanno ingannando un altro villaggio, gli abitanti scoprono l'inganno e decidono di uccidere i tre e sul luogo giunge anche Gilbert. Draco prende i tre e li porta in salvo volando verso le rovine di Avalon dove qui rivela a Bowen la verità, ovvero che lui è il drago che divide il cuore con Einon. Bowen deluso ha perso qualsiasi voglia di combattere ma lo spirito di Re Artù gli compare e gli fa ricordare i valori dell'Antico Codice spronandolo a combattere contro Einon. Bowen capisce che il suo vecchio allievo è sempre stato malvagio e perdona Draco per averlo accusato ingiustamente. Il cavaliere e Kara riuniscono molti contadini per addestrarli a combattere contro l'esercito di Einon. Nella lotta si unisce anche Draco e Gilbert. Durante un combattimento riescono a sconfiggere l'esercito ma nella lotta Draco viene catturato e imprigionato alla fortezza di Einon. Bowen, Kara e Gilbert irrompono nella fortezza per liberare l'amico e il cavaliere comincia una furente battaglia contro l'ex allievo. Dopo vari scontri lo scaglia giù da una torre pensando di averlo ucciso. Bowen si reca a liberare Draco ma questi rivela che Einon è ancora vivo e che loro due condividono i dolori e le emozioni, ma la fonte vitale è Draco stesso, per cui Bowen deve uccidere l'amico per far sì che Einon muoia. Infatti il re tiranno ricompare ed è in procinto di uccidere Kara. Bowen riluttante non vuole uccidere Draco perché ormai lo considera il suo migliore amico, ma alla fine a malincuore lo colpisce al posto con un'ascia e nello stesso momento anche Einon muore. Bowen, Kara, Gilbert e i contadini assistono all'anima di Draco che raggiunge la costellazione del drago, capendo che lui veglierà su di loro per sempre. Da quel momento, lui e Kara diventano sovrani e governano il regno iniziando un periodo di pace.
In Dragonheart 2 - Una nuova avventura Bowen ormai anziano, ritorna nella caverna dove dimorava l'amico Draco e qui trova un uovo di drago ancora intatto. Bowen lo porta al castello e lo affida a fratello Gilbert per far sì che il suo ordine di monaci lo crescano in futuro quando si schiuderà.
Bowen è interpretato da Dennis Quaid ed è doppiato in italiano da Massimo Venturiello.

#### Kara
Kara è la co-protagonista di Dragonheart. E una contadina che vive in un piccolo villaggio insieme al padre Riagon. Quando era bambina, suo padre iniziò una rivolta contro il re quando questi assaltò il villaggio bruciando tutto e massacrando gran parte dei rivoltosi. Durante lo scontro, Kara vide il principe Ainon e quest'ultimo, affascinato dalla sua bellezza, accidentalmente cadde da cavallo e si infilzò su un palo di legno. Anni dopo, Kara e suo padre lavorano a una cava e lei si prende cura del padre, ormai cieco da un occhio. Un giorno Ainon, diventato re, si reca sulla cava e uccide Raigon. Kara, accecata dalla vendetta, si intrufola nel suo castello cercando di assassinarlo, ma fallisce e viene imprigionata. Tuttavia, nel cuore della notte, viene liberata dalla madre di Ainon. Tornata al villaggio incita i suoi compaesani per una nuova rivolta, ma rifiutano per non subire la medesima sorte degli anni precedenti. Nello stesso momento il villaggio è minacciato da un drago e sul luogo giunge il cavaliere Bowen che si offre di uccidere il drago e gli abitanti del villaggio offrono in sacrificio Kara. Questa viene rapita da Draco ma non la mangia, anzi, la libera e gli svela la verità sul fatto che lui e Bowen sono amici e fanno finta per turlupinare gli abitanti dei villaggi. Alla fine l'inganno viene scoperto dal resto degli abitanti e Draco porta via con sé Bowen, Kara e Gilbert giunto sul luogo. Alla fine Bowen, Kara e Gilbert riuniscono un piccolo esercito per fronteggiare Ainon e assaltano il castello per ucciderlo e liberare Draco che è stato catturato. Durante la battaglia finale, Bowen è costretto a uccidere Draco perché avendo il cuore condiviso con Ainon, solo con la sua morte il perfido re morirà. Ucciso Ainon con il sacrificio di Draco, Bowen e Kara si sposano, diventando i nuovi sovrani e cominciando un nuovo periodo di pace e prosperità.
Kara è interpretata da Dina Meyer ed è doppiata in italiano da Alessandra Cassioli.

#### Fratello Gilbert
Fratello Gilbert è il co-protagonista di Dragonheart. Monaco e aspirante poeta che si unisce a Bowen e Draco nella rivolta contro Einon.
Fratello Gilbert è interpretato da Pete Postlethwaite ed è doppiato in italiano da Silvio Spaccesi.

#### Draco
Draco è il protagonista di Dragonheart.
Draco è doppiato da Sean Connery e in italiano da Gigi Proietti.

#### Geoff
Geoff è il protagonista di Dragonheart 2 - Una nuova avventura.
Geoff è interpretato da Christopher Masterson ed è doppiato in italiano da Alessandro Quarta.

#### Lian
Lian è la co-protagonista di Dragonheart 2 - Una nuova avventura.
Lian è interpretata da Rona Figueroa ed è doppiata in italiano da Federica De Bortoli

#### Drake
Drake è il protagonista di Dragonheart 2 - Una nuova avventura e figlio di Draco.
Drake è doppiato da Robby Benson e in italiano da Nanni Baldini.

#### Gareth
Gareth è il protagonista di Dragonheart 3 - La maledizione dello stregone.
Gareth è interpretato da Julian Morris.

#### Rhonu
Rhonu è la co-protagonista di Dragonheart 3 - La maledizione dello stregone.
Rhone è interpretata da Tamzin Merchant.

#### Lorne
Lorne è il co-protagonista di Dragonheart 3 - La maledizione dello stregone. Un apprendista druido.
Lorne è interpretato da Jassa Ahluwalia.

#### Drago
Drago è il protagonista di Dragonheart 3 - La maledizione dello stregone e di Dragonheart 4 - La battaglia per l'Heartfire.
Drago è doppiato da Ben Kingsley e in italiano da Luca Biagini nel terzo film, mentre da Patrick Stewart nel quarto.

#### Edric
Edric è il protagonista di Dragonheart 4 - La battaglia per l'Heartfire.
Edric è interpretato da Tom Rhys Harries.

#### Meghan
Meghan è la co-protagonista di Dragonheart 4 - La battaglia per l'Heartfire. Sorella di Edric.
Meghan è interpretata da Jessamine-Bliss Bell.

### Antagonisti

#### Re Einon
Einon è l'antagonista di Dragonheart.
Einon parte come apprendista del cavaliere dell'antico codice Bowen, che cerca di educarlo e di influenzarlo positivamente per regnare in futuro, come uomo retto e giusto. Durante una ribellione del popolo contro suo padre, un tiranno crudele, verrà accidentalmente ferito, mentre suo padre verrà circondato e ucciso dai contadini. Bowen e la madre, Aislinn, vorranno salvarlo, portandolo da un drago, che convinceranno a donargli il suo cuore, a patto che quest'ultimo prometta che la tirannia e la brama di sangue del padre fossero morti con lui, e che avrebbe regnato con giustizia e che sarebbe venuto da lui per imparare gli antichi valori. Einon giura, e allora il drago gli dona metà del proprio cuore salvandolo. Non appena guarito dalla ferita mortale, Einon costringe subito il popolo a lavorare per costruire una fortezza per sé stesso, mostrando fin da subito un'indole ancora più malvagia di quella di suo padre, spezzando il cuore di Bowen che, credendo che fosse diventato malvagio a causa del cuore del drago, diventerà un ammazzadraghi a pagamento, giurando vendetta contro quel drago. Anni dopo ucciderà il padre di Kora, alla richiesta di quest'ultima di liberarlo. Lei tenterà prima di ucciderlo, e poi di sollevare una ribellione contro di lui, senza successo (dopo essere scappata quando lui, invaghito di lei, voleva costringerla a sposarlo). Nell'inseguirla incontrerà di nuovo Bowen e i due si sfideranno a duello, dove lui rivelerà di essere sempre stato così e che per tutto il tempo aveva solo fatto finta di imparare i suoi valori, dato che l'unica cosa che voleva da lui, era imparare a combattere. Quando sta per ucciderlo, verrà spaventato dal drago che aveva tradito (nominato Draco nel frattempo). Poi, quando ispirati dalla presenza di Draco, e addestrati da Bowen, il popolo si ribellerà, Einon vedrà con soddisfazione come la madre gli avesse procurato degli ammazza draghi per uccidere Draco. Durante la battaglia il suo esercitò verrà sconfitto e, mentre scappa, verrà colpito da una freccia dal monaco Gilbert, rimanendo con sua grande sorpresa vivo. Vedendo come Draco avesse reagito come se fosse stato a sua volta colpito da una freccia, capisce quindi di essere immortale, e che potrebbe morire unicamente se il drago che gli ha donato il proprio cuore venisse ucciso. Così riesce a tornare indietro al castello fermando gli ammazza draghi dall'uccidere Draco, ormai suo prigioniero. Nel cuore della notte sventerà un altro tentativo di sua madre di ucciderlo, avendo capito che lei aveva chiamato gli ammazza draghi per uccidere Draco, perché sapeva che così facendo sarebbe morto anche lui, e la ucciderà per assicurarsi che non avrebbe più potuto provarci. Dopodiché affronterà in un nuovo duello Bowen, quando lui e i ribelli s'infiltreranno nel castello, venendo da quest'ultimo sconfitto. In seguito, quando Bowen convinto da Draco che era giusto così, cercherà di ucciderlo, Einon prima tenterà di fermarlo prendendo in ostaggio e minacciando di uccidere Kora, ma Draco la salverà mordendosi da solo, trasmettendogli il suo dolore, e infine, tenta disperatamente di uccidere Bowen in un tentativo di fermarlo, ma Bowen, ormai rassegnato dal compiere quel gesto (dato che lui e Draco erano ormai diventati amici), colpirà Draco al cuore uccidendo entrambi, e ponendo fine una volta per tutte alla tirannia di Einon.
È interpretato da David Thewlis e da Lee Oakes (da giovane), mentre in italiano è doppiato da Lorenzo Macrì.

#### Lord Osric di Crossley/Griffin
Lord Osric di Crossley/Griffin è l'antagonista di Dragonheart 2 - Una nuova avventura.
È interpretato da Harry Van Gorkum ed è doppiato in italiano da Stefano De Sando.

#### Brude
Brude è l'antagonista di Dragonheart 3 - La maledizione dello stregone.
Brude è interpretato da Jonjo O'Neill.

#### Sir Horsa
Sir Horsa è l'antagonista di Dragonheart 3 - La maledizione dello stregone.
Sir Horsa è interpretato da Dominic Mafham.

#### Thorgrim
Thorgrim è l'antagonista di Dragonheart 4 - La battaglia per l'Heartfire.
Thorgrim è interpretato da André Eriksen.